# Marcel Wiertz
Marcel Wiertz   (Dison, 5 de novembre de 1940) és un expilot de motocròs belga que tingué ressò internacional durant les dècades del 1960 i 1970. Guanyà 5 campionats de Bélgica de motocròs en la cilindrada dels 250 cc entre 1965 i 1971, l'època en què el seu compatriota i amic Joël Robert dominava el campionat del món en aquesta cilindrada. Durant la seva carrera, Wiertz va formar part cinc vegades de l'equip belga al Motocross des Nations, amb el qual va guanyar el Trophée des Nations en una ocasió, el 1972.
Conegut com a Mister Bultaco pel fet que n'era a la vegada pilot oficial i l'importador a Bèlgica, Wiertz va practicar diverses disciplines motociclistes durant anys, ja que a banda del motocròs competia en trial i enduro, sempre amb la marca catalana. Abans de dedicar-se al fora d'asfalt, havia competit també en curses de velocitat. El seu cosí, Jacky Wiertz, fou també un destacat pilot de motocròs i competí durant anys amb Bultaco.

## Trajectòria esportiva
Marcel Wiertz començà a portar motos a deu anys, al pati del darrere de casa. El 1956 va disputar la seva primera cursa amb una moto de 50cc a Montzen amb resultat de victòria, i el 1957 ja va guanyar el Campionat de Bèlgica de velocitat d'aquesta cilindrada. El 1959, guanyà també el campionat estatal de trial.
La temporada de 1964, debutà al Campionat del Món de motocròs de 250cc tot prenent part al Gran Premi de Bèlgica, celebrat a Woluwe-Saint-Lambert. Des d'aleshores, seguí competint cada any en aquest campionat i, malgrat que mai no va guanyar-ne cap Gran Premi, sí que hi quedà dues vegades classificat en segona posició, concretament al d'Àustria de 1968, celebrat a Launsdorf, i al d'Espanya de 1969, celebrat en un enfangat circuit del Vallès. A escala internacional, competí també sovint als EUA, on participà en diverses edicions de la Trans AMA.
Wiertz mantenia una gran amistat amb Joël Robert, amb qui acostumava a desplaçar-se a les competicions internacionals. Quan anaven als EUA per la Trans-AMA, els hi acompanyava sovint Roger De Coster. En alguna ocasió, Marcel Wiertz va arribar a vèncer en cursa al seu amic Robert, com ara per exemple el 1963, al circuit de Val Fassotte, a Dison. També va superar al seu país a Roger De Coster, per exemple durant la temporada de 1969, quan guanyà el Campionat de Bèlgica de 250cc per davant seu.
Marcel Wiertz protagonitzà una llarga carrera esportiva que abastà vora vint anys. Tot i rebre un sou de Bultaco com a pilot oficial, li calia completar aquests modestos ingressos i, atès que encara no hi havia importador de la marca al seu país, va decidir fer-se'n ell. Des de començaments dels 60 fins al final de l'empresa, Wiertz fou l'importador de Bultaco a Bèlgica. La seva passió per la marca catalana arrencava de lluny, de quan provà una Métisse 200cc i en quedà encanterinat.

## Palmarès al Mundial de motocròs
| Any  | Motocicleta | 250cc |
| ---- | ----------- | ----- |
| 1966 | Bultaco     | 12è   |
| 1967 | Bultaco     | 24è   |
| 1968 | Bultaco     | 12è   |
| 1969 | Bultaco     | 7è    |
| 1970 | Bultaco     | 18è   |
| 1971 | Bultaco     | 14è   |
| 1972 | Bultaco     | 16è   |
| 1973 | Bultaco     | 32è   |